# 高野三方
高野三方（こうやさんかた）は、平安時代から江戸時代まで高野山を構成した、学侶方・行人方・聖方による三派の総称。

## 学侶方
学侶方は、密教に関する学問の研究・祈祷を行った集団。代表寺院は、青巌寺であった。

## 行人方
行人方は、寺院の管理・法会といった実務を行った集団。また、僧兵としての役割も担った。代表寺院は、興山寺であった。

## 聖方
聖方は、全国を行脚して高野山に対する信仰・勧進を行った集団。また、高野山への納骨・納髪を勧めた。全国各地に伝わる空海による開湯・開山の伝説を生む要因となった。代表寺院は、大徳院であった。